# مجلس شيوخ كونيتيكت
مجلس شيوخ كونيتيكت (بالإنجليزية: Connecticut Senate) هو مجلس شيوخ ولاية كونيتيكت الأمريكية، يقع المقر الرئيسي له في Connecticut State Capitol ‏، ويتكون من 36 مقعداً، وهو المجلس الأعلى في جمعية كونيتيكت العامة.

## طالع أيضًا
- جمعية كونيتيكت العامة